# Eduardo Cruz-Coke

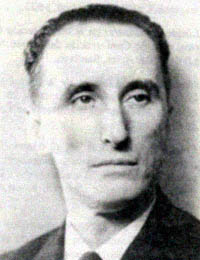
Eduardo Cruz-Coke

Eduardo Cruz-Coke Lassabe (Valparaíso, 22 april 1899 - Santiago, 18 maart 1974) was een Chileens politicus.

## Biografie
Hij studeerde medicijnen aan de Universiteit van Chili en promoveerde in 1921. Tijdens zijn studie was hij medeoprichter van de Katholieke Studentenvereniging die zich baseerde op de katholieke sociale leer. In 1920 sloot hij zich aan bij de Partido Conservador (Conservatieve Partij) en tot de hervormingsgezinde groep binnen die partij werd gerekend.
Cruz-Coke werd in 1925 hoogleraar fysiologie en pathologie aan de Universiteit van Chili, hetgeen hij tot 1955 bleef. Daarnaast was hij van 1927 tot 1937 was hij als hoofdarts verbonden aan het San Juan de Dios ziekenhuis in Santiago. 
In de jaren '30 maakte hij een aantal reizen naar Europa. Hij bezocht o.a. Parijs, Barcelona en Madrid. Hij gaf daar enkele gastcolleges en sloot vriendschap met intellectuelen, zoals de Spaanse schrijver Federico García Lorca. Bij het uitbreken van de Spaanse Burgeroorlog (1936) keerde hij zich tegen generaal Franco.
Van 1937 tot 1938 was hij minister van Volksgezondheid onder president Arturo Alessandri en voerde belangrijke hervormingen door. Zo richtte hij de raad voor voedselkwaliteit op en zette zich in om sterfte onder moeders en kleine kinderen tegen te gaan. Hij ging daarbij uit van een strikt wetenschappelijke aanpak. Onder zijn ministerschap werden wetten aangenomen om de gezondheidstoestand van de allerarmsten te verbeteren.
Van 1941 tot 1957 was senator.
In 1946 was Cruz-Coke presidentskandidaat voor de PCon en de Falange Nacional (Nationale Falange). Hij legde het af tegen de centrumlinkse kandidaat, Gabriel González Videla. In 1948 scheidden Cruz-Coke en andere, meer hervormingsgezinde partijgenoten, zich van de conservatieve partij af en richtten de Partido Conservador Social Cristiano (Sociaal-Christelijke Conservatieve Partij) op. In 1957 fuseerden de PCSC en de Falange Nacional tot de Partido Demócrata Cristiano (Christendemocratische Partij).
Van 1958 tot 1960 was hij Chileens ambassadeur in Lima, Peru. In 1963 werd hij de eerste voorzitter van het nieuw opgerichte nationaal comité voor atoomenergie. 
Hij stierf in Santiago in 1974.